# 500 miles d'Indianapolis 1951
GP précédent GP suivant
Les 500 miles d'Indianapolis 1951 (XXXVth Indianapolis Motor Sweepstakes), courus sur l'Indianapolis Motor Speedway et organisés le mercredi 30 mai 1951, ont été remportés par le pilote américain Lee Wallard sur une Kurtis Kraft-Offenhauser.
La course comptait pour le championnat national américain (AAA) mais également pour le championnat du monde des conducteurs, dont elle constituait la neuvième épreuve et la deuxième manche de la saison.

## Contexte avant la course

### Le championnat du monde
Créé l'année précédente, le championnat du monde des conducteurs inclut les 500 miles d'Indianapolis, disputés sous l'ancienne formule internationale, en plus des principaux Grands Prix européens de formule 1. En pratique, seuls les spécialistes américains de l'AAA participent à Indianapolis, deuxième épreuve du championnat mondial, disputée trois jours après le Grand Prix de Suisse.

### Le circuit

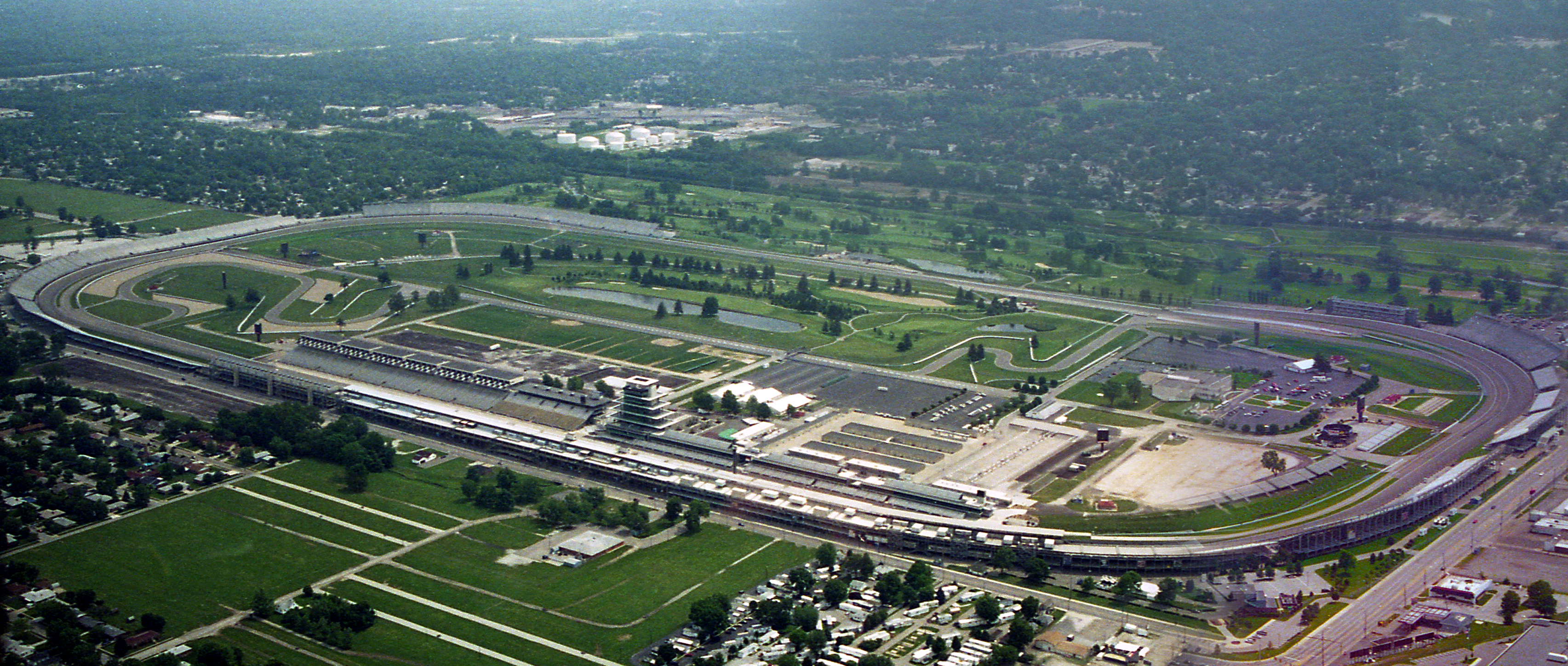
Vue d'ensemble du circuit.

Ce circuit rectangulaire comporte quatre virages relevés à rayon constant et développe exactement 2,5 milles (en anglais 'miles'), soit 4,023 km. Lors de sa création en 1909, la piste était constituée de graviers, rapidement remplacés par un revêtement de briques rouges. Depuis le milieu des années 1930, le circuit alterne portions en Tarmac et portions en briques. Traditionnellement le départ est de type lancé, après un tour accompli derrière la voiture de sécurité (une Chrysler New Yorker pour cette édition 1951).

## Monoplaces en lice

### Les "Special"
Cette année encore, les monoplaces engagées sont spécialement adaptées pour ce circuit ne comportant que quatre virages à gauche, tous relevés. Le constructeur américain Kurtis Kraft est le plus représenté, c'est une monoplace de cette marque qui a remporté l'édition précédente. Le motoriste Offenhauser équipe 90 % des concurrents, mais il faut également compter avec le moteur Novi (8 cylindres - 3 litres à compresseur), réapparu lors de la précédente édition, monté cette année sur trois voitures, dont deux originales Kurtis Kraft à traction confiées à Duke Nalon et Chet Miller.

### Talbot-Lago T26C
Le journaliste français Jean Achard est le seul pilote étranger du plateau. Il a personnellement engagé sa Talbot-Lago T26C (rachetée à Philippe Étancelin) avec laquelle il a disputé quelques courses au Brésil.

## Coureurs inscrits
| no  | Pilote            | Écurie                             | Monoplace (nom officiel)         | Constructeur              | Châssis                  | Moteur          | Pneumatiques |
| 1   | Henry Banks       | Lindsey Hopkins                    | Blue Crown Spark Plug Spl.       | Moore                     | Moore                    | Offenhauser L4  | F            |
| 2   | Walt Faulkner     | Grant Piston Ring / JC Agajanian   | Agajanian Grant Piston Ring Spl. | Kuzma                     | Kuzma Indy Roadster      | Offenhauser L4  | F            |
| 3   | Johnnie Parsons   | Ed Walsh                           | Wynn's Friction Proofing Spl.    | Kurtis Kraft              | Kurtis Kraft 3000        | Offenhauser L4  | F            |
| 4   | Cecil Green       | John Zink / M.A. Walker            | John Zink Spl.                   | Kurtis Kraft              | Kurtis Kraft 3000        | Offenhauser L4  | F            |
| 5   | Tony Bettenhausen | Rotary Engineering                 | Mobiloil Spl.                    | Deidt                     | Deidt Tuffanelli Derrico | Offenhauser L4  | F            |
| 6   | Duke Dinsmore     | Brown Motors                       | Brown Motors Co Spl.             | Schroeder                 | Schroeder                | Offenhauser L4  | F            |
| 7   | Paul Russo        | Kennedy Tank                       | Kennedy Tank Spl.                | Nichels                   | Nichels                  | Offenhauser L4  | F            |
| 8   | Chuck Stevenson   | Bardahl / Carl Marchese            | Bardahl Spl.                     | Carl Marchese             | Marchese                 | Offenhauser L4  | F            |
| 9   | Jack McGrath      | Jack Hinkle                        | Hinkle Spl.                      | Kurtis Kraft              | Kurtis Kraft 3000        | Offenhauser L4  | F            |
| 10  | Bill Schindler    | H.A. Chapman                       | Chapman Spl.                     | Kurtis Kraft              | Kurtis Kraft 2000        | Offenhauser L4  | F            |
| 12  | Johnny McDowell   | W+J / Maserati Race Cars           | W+J Spl.                         | Maserati                  | Maserati 8CTF            | Offenhauser L4s | F            |
| 14  | Jerry Hoyt        | Pat Clancy                         | Pat Clancy Spl.                  | Ewing                     | Ewing                    | Offenhauser L4  | F            |
| 16  | Mauri Rose        | Howard Keck                        | Pennzoil Spl.                    | Deidt                     | Deidt Tuffanelli Derrico | Offenhauser L4  | F            |
| 18  | Duke Nalon        | Jean Marcenac                      | Novi Purelub Spl.                | Kurtis Kraft              | Kurtis Kraft Novi        | Novi V8s        | F            |
| 19  | Mack Hellings     | CG Tuffanelli                      | Tuffanelli-Derrico Spl.          | Deidt                     | Deidt Tuffanelli Derrico | Offenhauser L4  | F            |
| 22  | George Connor     | Lou Moore                          | Blue Crown Spark Plug Spl.       | Lesovsky                  | Lesovsky                 | Offenhauser L4  | F            |
| 23  | Cliff Griffith    | Ludson Morris                      | Morris Spl.                      | Kurtis Kraft              | Kurtis Kraft 2000        | Offenhauser L4  | F            |
| 24  | Jackie Holmes     | Richard Palmer                     | Palmer Spl.                      | Adams                     | Adams                    | Offenhauser L4  | F            |
| 25  | Sam Hanks         | Peter Schmidt                      | Peter Schmidt Spl.               | Kurtis Kraft              | Kurtis Kraft 3000        | Offenhauser L4  | F            |
| 26  | Joe James         | Bob Estes                          | Bob Estes Lincoln Mercury Spl.   | [[Watson (écurie)\|Watson | Watson Indy Roadster]]   | Offenhauser L4  | F            |
| 27  | Duane Carter      | Rotary Engineering                 | Mobiloil Spl.                    | Deidt                     | Deidt Tuffanelli Derrico | Offenhauser L4  | F            |
| 29  | George Fonder     | Ray Brady                          | Ray Brady Spl.                   | Deidt                     | Deidt Tuffanelli Derrico | Sparks L6s      | F            |
| 31  | Manny Ayulo       | Coast Grain.                       | Coast Grain Spl.                 | Lesovsky                  | Lesovsky                 | Offenhauser L4  | F            |
| 32  | Chet Miller       | Jean Marcenac                      | Novi Purelub Spl.                | Kurtis Kraft              | Kurtis Kraft Novi        | Novi V8s        | F            |
| 33  | Jimmy Daywalt     | Meyer & Iddings                    | Meyer & Iddings Spl.             | Meyer                     | Meyer                    | Novi V8s        | F            |
| 34  | Johnnie Tolan     | Peter Wales Trucking               | Wales Spl.                       | Kurtis Kraft              | Kurtis Kraft 2000        | Offenhauser L4  | F            |
| 35  | Frank Armi        | Hancock Dome                       | Hancock Dome Spl.                | Bardazon                  | Bardazon                 | Offenhauser L4  | F            |
| 36  | George Lynch      | Louis Rassey                       | Louis Rassey Spl.                | Rassey                    | Rassey                   | Offenhauser L4  | F            |
| 37  | Bob Sweikert      | Marion Engineering                 | Marion Engineering Spl.          | Kurtis Kraft              | Kurtis Kraft 2000        | Offenhauser L4  | F            |
| 41  | Mike Salay        | Michael Szalai                     | Michael Szalai Spl.              | Szalai                    | Szalai                   | Offenhauser L4  | F            |
| 42  | Bill Boyd         | Ed Gdula                           | Gdula Spl.                       | Gdula                     | Gdula                    | Offenhauser L4  | F            |
| 44  | Walt Brown        | Federal Engineering                | Federal Engineering Spl.         | Kurtis Kraft              | Kurtis Kraft 3000        | Offenhauser L4  | F            |
| 46  | Bayliss Levrett   | Safety Seal                        | Safety Seal Spl.                 | Silnes                    | Silnes                   | Offenhauser L4  | F            |
| 48  | Rodger Ward       | Louis & Bruce Bromme               | Deck Mfg. Co Spl.                | Bromme                    | Bromme                   | Offenhauser L4  | F            |
| 49  | Joe Barzda        | Joe Barzda                         | Barzda Spl.                      | Maserati                  | Maserati 8CTF            | Offenhauser L4  | F            |
| 51  | Bud Sennet        | Auto Accessorie                    | Auto Accessorie Spl.             | Maserati                  | Maserati 8CTF            | Maserati L8s    | F            |
| 52  | Bobby Ball        | Blakely Oil / John McDaniel        | Blakely Spl.                     | Schroeder                 | Schroeder                | Offenhauser L4  | F            |
| 53  | George Fonder     | Lutes Truck Parts                  | Lutes Truck Parts Spl.           | Schroeder                 | Schroeder                | Offenhauser L4  | F            |
| 57  | Andy Linden       | George Leitenberger                | Leitenberger Spl.                | Sherman                   | Sherman                  | Offenhauser L4  | F            |
| 58  | Frank Armi        | Joe Scopa                          | Joe Scopa Spl.                   | Scopa                     | Scopa                    | Offenhauser L4  | F            |
| 59  | Fred Agabashian   | Granatelli / Grancor Auto          | Granatelli Bardhal Spl.          | Kurtis Kraft              | Kurtis Kraft 3000        | Offenhauser L4  | F            |
| 63  | George Fonder     | Ray Brady                          | Ray Brady Spl.                   | Schroeder                 | Schroeder                | Offenhauser L4  | F            |
| 64  | Frank Armi        | Bardahl / Dick Page                | Bardahl Spl.                     | Kurtis Kraft              | Kurtis Kraft             | Duray L4s       | F            |
| 67  | Gordon Reid       | Johnson / Herbert                  | Johnson Spl.                     | Silnes                    | Silnes                   | Chevrolet       | F            |
| 68  | Carl Forberg      | Automobile Shippers / Louis Rassey | Auto Shippers Spl.               | Kurtis Kraft              | Kurtis Kraft 3000        | Offenhauser L4  | F            |
| 69  | Gene Force        | Verlin Brown                       | Brown Motors Co Spl.             | Kurtis Kraft              | Kurtis Kraft 2000        | Offenhauser L4  | F            |
| 71  | Bill MacKey       | Karl Hall                          | Karl Hall Spl.                   | Meyer                     | Meyer                    | Offenhauser L4  | F            |
| 72  | Jimmy Bryan       | Viking Trailer                     | Viking Trailer Spl.              | Lesovsky                  | Lesovsky                 | Offenhauser L4  | F            |
| 73  | Carl Scarborough  | Lee Elkins                         | McNamara Spl.                    | Kurtis Kraft              | Kurtis Kraft 2000        | Offenhauser L4  | F            |
| 75  | Leroy Warriner    | George Heller                      | George Heller Spl.               | Kurtis Kraft              | Kurtis Kraft             | Offenhauser L4  | F            |
| 76  | Jimmy Davies      | L.E. Parks                         | Parks Offenhauser Spl.           | Pawl                      | Pawl                     | Offenhauser L4  | F            |
| 77  | Doc Shanebrook    | Elgin Piston Pin                   | Elgin Piston Pin Spl.            | Stevens                   | Stevens                  | Offenhauser L4  | F            |
| 78  | Ray Knepper       | Bardahl / Fred Tomshe              | Bardahl Spl.                     | Silnes                    | Silnes                   | Offenhauser L4  | F            |
| 81  | Bill Vukovich     | Pete Salemi                        | Central Excavating Spl.          | Trevis                    | Trevis                   | Offenhauser L4  | F            |
| 83  | Mike Nazaruk      | Jim Robbins                        | Jim Robbins Spl.                 | Kurtis Kraft              | Kurtis Kraft             | Offenhauser L4  | F            |
| 98  | Troy Ruttman      | JC Agajanian                       | Agajanian Feather-weight Spl.    | Kurtis Kraft              | Kurtis Kraft 2000        | Offenhauser L4  | F            |
| 99  | Lee Wallard       | Murrell Belanger                   | Belanger Spl.                    | Kurtis Kraft              | Kurtis Kraft             | Offenhauser L4  | F            |
| 100 | Jean Achard       | Jean Achard                        | Talbot-Lago                      | Talbot-Lago               | Talbot-Lago T26C         | Talbot L6       | F            |

- Remarque : Un pilote peut être inscrit sur plusieurs voitures.

## Qualifications
Les qualifications ("trial days") se déroulent les trois week-ends précédant la course. Les pilotes sont chronométrés sur quatre tours lancés consécutifs. Contrairement aux Grands Prix européens, ce sont les vitesses moyennes qui sont communiquées officiellement, et non les temps. La moyenne minimale imposée est de 185 km/h. Seuls les trente-trois premiers qualifiés sont admis pour la course. La première séance, déterminante pour l'attribution des premières places de la grille, a lieu le samedi 12 mai, par temps sec. C'est Duke Nalon, au volant d'une des Kurtis Kraft à moteur Novi, qui va se montrer le plus rapide, bouclant ses quatre tours qualificatifs à la moyenne de 219,672 km/h avec un temps total de 4 min 23 s 74. Son meilleur tour lancé a été couvert à la moyenne de 219,672 km/h. Nalon s'élancera donc en pole position, tout comme en 1949. Il devance nettement Lee Wallard (Kurtis Kraft-Offenhauser), second qualifié à la moyenne de 217,324 km/h. Le troisième temps de cette première journée est réalisé par Jack McGrath (Kurtis Kraft-Offenhauser), avec une moyenne de 216,140 km/h, qui s'assure également une place en première ligne. Dix pilotes se sont qualifiés lors de cette première session.
Le dimanche 13 mai se déroule la seconde séance de qualifications. Seuls trois pilotes vont se qualifier, le meilleur temps étant à l'actif de Fred Agabashian à la moyenne de 217,308 km/h, très proche du deuxième chrono réalisé par Wallard la veille.
Lorsque débute le second week-end d'essais, le samedi 19 mai, les treize premières places sont donc déjà attribuées. Les conditions sont toujours excellentes, et Walt Faulkner (auteur du meilleur temps l'année précédente) va se qualifier à la moyenne record de 220,274 km/h, ayant accompli ses quatre tours lancés en 4 min 23 s 02 au volant de sa Kurtis Kraft-Offenhauser. Ce sera le meilleur temps absolu des trois week-ends d'essais, deux secondes et demie plus rapide que le deuxième chrono du jour, réalisé par Scarborough. Faulkner s’élancera en quatorzième position le jour de la course. Le premier de ses quatre tours lancés a été effectué à la moyenne stupéfiante de 222,286 km/h. Onze pilotes se qualifient ce samedi 19 mai, deux seulement le lendemain.
Il reste sept places à pourvoir lors du dernier week-end de ces "trial days". Seul Jimmy Davies se qualifie le samedi 26 mai, les six places restantes se disputant le dimanche 27. Chet Miller réalise le meilleur temps de cette dernière journée, à la moyenne de 218,546 km/h, troisième temps absolu des trois week-ends d'essais, confirmant les performances du moteur Novi. Miller s'élancera toutefois en avant-dernière ligne, vingt-sept pilotes s'étant qualifiés les jours précédents.
| Pos. | no | Pilote            | Voiture           | Moyenne      | Temps (4 tours) | Écart    |
| 1    | 18 | Duke Nalon        | Kurtis Kraft-Novi | 219,672 km/h | 4 min 23 s 74   | -        |
| 2    | 99 | Lee Wallard       | Kurtis Kraft      | 217,324 km/h | 4 min 26 s 59   | + 2 s 85 |
| 3    | 31 | Jack McGrath      | Kurtis Kraft      | 216,140 km/h | 4 min 28 s 05   | + 4 s 31 |
| 4    | 27 | Duane Carter      | Deidt             | 215,248 km/h | 4 min 29 s 16   | + 5 s 42 |
| 5    | 16 | Mauri Rose        | Deidt             | 214,722 km/h | 4 min 29 s 82   | + 6 s 08 |
| 6    | 98 | Troy Ruttman      | Kurtis Kraft      | 212,939 km/h | 4 min 32 s 08   | + 8 s 34 |
| 7    | 83 | Mike Nazaruk      | Kurtis Kraft      | 212,728 km/h | 4 min 32 s 35   | + 8 s 61 |
| 8    | 3  | Johnnie Parsons   | Kurtis Kraft      | 212,681 km/h | 4 min 32 s 41   | + 8 s 67 |
| 9    | 5  | Tony Bettenhausen | Deidt             | 212,353 km/h | 4 min 32 s 83   | + 9 s 09 |
| 10   | 4  | Cecil Green       | Kurtis Kraft      | 212,260 km/h | 4 min 32 s 95   | + 9 s 21 |

| Pos. | no | Pilote          | Voiture      | Moyenne      | Temps (4 tours) | Écart    |
| 1    | 59 | Fred Agabashian | Kurtis Kraft | 217,308 km/h | 4 min 26 s 61   | -        |
| 2    | 25 | Sam Hanks       | Kurtis Kraft | 214,040 km/h | 4 min 30 s 68   | + 4 s 07 |
| 3    | 44 | Walt Brown      | Kurtis Kraft | 212,284 km/h | 4 min 32 s 92   | + 6 s 31 |

| Pos. | no | Pilote           | Voiture      | Moyenne      | Temps (4 tours) | Écart    |
| 1    | 2  | Walt Faulkner    | Kurtis Kraft | 220,274 km/h | 4 min 23 s 02   | -        |
| 2    | 73 | Carl Scarborough | Kurtis Kraft | 218,250 km/h | 4 min 25 s 46   | + 2 s 44 |
| 3    | 10 | Bill Schindler   | Kurtis Kraft | 215,705 km/h | 4 min 28 s 59   | + 5 s 57 |
| 4    | 1  | Henry Banks      | Moore        | 215,490 km/h | 4 min 28 s 86   | + 5 s 84 |
| 5    | 23 | Cliff Griffith   | Kurtis Kraft | 215,393 km/h | 4 min 28 s 98   | + 5 s 96 |
| 6    | 8  | Chuck Stevenson  | Marchese     | 215,272 km/h | 4 min 29 s 13   | + 6 s 11 |
| 7    | 81 | Bill Vukovich    | Trevis       | 215,210 km/h | 4 min 29 s 21   | + 6 s 19 |
| 8    | 22 | George Connor    | Lesovsky     | 214,611 km/h | 4 min 29 s 96   | + 6 s 94 |
| 9    | 69 | Gene Force       | Kurtis Kraft | 214,207 km/h | 4 min 30 s 47   | + 7 s 45 |
| 10   | 19 | Mack Hellings    | Deidt        | 213,922 km/h | 4 min 30 s 83   | + 7 s 81 |
| 11   | 68 | Carl Forberg     | Kurtis Kraft | 213,866 km/h | 4 min 30 s 90   | + 7 s 88 |

| Pos. | no | Pilote          | Voiture  | Moyenne      | Temps (4 tours) | Écart    |
| 1    | 48 | Rodger Ward     | Bromme   | 217,047 km/h | 4 min 26 s 93   | -        |
| 2    | 12 | Johnny McDowell | Maserati | 213,198 km/h | 4 min 31 s 75   | + 4 s 82 |

| Pos. | no | Pilote       | Voiture | Moyenne      | Temps (4 tours) | Écart |
| 1    | 76 | Jimmy Davies | Pawl    | 214,873 km/h | 4 min 29 s 63   | -     |

| Pos. | no | Pilote        | Voiture           | Moyenne      | Temps (4 tours) | Écart    |
| 1    | 32 | Chet Miller   | Kurtis Kraft-Novi | 218,546 km/h | 4 min 25 s 10   | -        |
| 2    | 52 | Bobby Ball    | Schroeder         | 215,810 km/h | 4 min 28 s 46   | + 3 s 16 |
| 3    | 26 | Joe James     | Watson            | 215,522 km/h | 4 min 28 s 82   | + 3 s 72 |
| 4    | 57 | Andy Linden   | Sherman           | 212,797 km/h | 4 min 32 s 26   | + 7 s 16 |
| 5    | 6  | Duke Dinsmore | Schroeder         | 212,392 km/h | 4 min 32 s 78   | + 7 s 68 |
| 6    | 71 | Bill MacKey   | Meyer             | 211,585 km/h | 4 min 33 s 82   | + 8 s 72 |

## Grille de départ
| 1re ligne | Pos. 1                                        |  | Pos. 2                                    |  | Pos. 3                                     |
|           | Duke Nalon Kurtis Kraft-Novi 219,672 km/h     |  | Lee Wallard Kurtis Kraft 217,324 km/h     |  | Jack McGrath Kurtis Kraft 216,140 km/h     |
| 2e ligne  | Pos. 4                                        |  | Pos. 5                                    |  | Pos. 6                                     |
|           | Duane Carter Deidt 215,248 km/h               |  | Mauri Rose Deidt 214,722 km/h             |  | Troy Ruttman Kurtis Kraft 212,939 km/h     |
| 3e ligne  | Pos. 7                                        |  | Pos. 8                                    |  | Pos. 9                                     |
|           | Mike Nazaruk Kurtis Kraft 212,728 km/h        |  | Johnnie Parsons Kurtis Kraft 212,681 km/h |  | Tony Bettenhausen Deidt 212,353 km/h       |
| 4e ligne  | Pos. 10                                       |  | Pos. 11                                   |  | Pos. 12                                    |
|           | Cecil Green Kurtis Kraft 212,260 km/h         |  | Fred Agabashian Kurtis Kraft 217,308 km/h |  | Sam Hanks Kurtis Kraft 214,040 km/h        |
| 5e ligne  | Pos. 13                                       |  | Pos. 14                                   |  | Pos. 15                                    |
|           | Walt Brown Kurtis Kraft 212,284 km/h          |  | Walt Faulkner Kuzma 220,274 km/h          |  | Carl Scarborough Kurtis Kraft 218,250 km/h |
| 6e ligne  | Pos. 16                                       |  | Pos. 17                                   |  | Pos. 18                                    |
|           | Bill Schindler (en) Kurtis Kraft 215,705 km/h |  | Henry Banks Moore 215,490 km/h            |  | Cliff Griffith Kurtis Kraft 215,393 km/h   |
| 7e ligne  | Pos. 19                                       |  | Pos. 20                                   |  | Pos. 21                                    |
|           | Chuck Stevenson Marchese 215,272 km/h         |  | Bill Vukovich Trevis 215,210 km/h         |  | George Connor Lesovsky 214,611 km/h        |
| 8e ligne  | Pos. 22                                       |  | Pos. 23                                   |  | Pos. 24                                    |
|           | Gene Force Kurtis Kraft 214,207 km/h          |  | Mack Hellings Deidt 213,922 km/h          |  | Carl Forberg Kurtis Kraft 213,866 km/h     |
| 9e ligne  | Pos. 25                                       |  | Pos. 26                                   |  | Pos. 27                                    |
|           | Rodger Ward Bromme 217,047 km/h               |  | Johnny McDowell Maserati 213,198 km/h     |  | Jimmy Davies Pawl 214,873 km/h             |
| 10e ligne | Pos. 28                                       |  | Pos. 29                                   |  | Pos. 30                                    |
|           | Chet Miller Kurtis Kraft-Novi 218,546 km/h    |  | Bobby Ball Schroeder 215,810 km/h         |  | Joe James Watson 215,522 km/h              |
| 11e ligne | Pos. 31                                       |  | Pos. 32                                   |  | Pos. 33                                    |
|           | Andy Linden Sherman 212,797 km/h              |  | Duke Dinsmore Schroeder 212,392 km/h      |  | Bill MacKey Meyer 211,585 km/h             |

La pole a été réalisée par Duke Nalon à la moyenne de 219,66 km/h, lors de la première séance de qualifications. Le meilleur temps des qualifications est quant à lui à mettre au crédit de Walt Faulkner avec une moyenne de 220,27 km/h. N'ayant pas participé à la première séance qualificative, Faulkner s'élança de la quatorzième position.

## Déroulement de la course
Le départ (lancé) est donné par un temps chaud et ensoleillé. De l'extérieur de la première ligne, Jack McGrath est le plus prompt, et précède de peu Lee Wallard à la sortie du premier virage. Une longueur derrière débouchent Troy Ruttman et Duke Nalon, qui a effectué un départ hésitant de la pole position. Nalon semble d'ailleurs en difficulté en ce début de course, et effectuera très tôt un premier arrêt au stand. Wallard déborde McGrath et les deux pilotes bouclent le premier tour roues dans roues. McGrath reprend bientôt l'avantage, tandis que Cecil Green remonte rapidement et rejoint les deux leaders. Le chassé-croisé entre Wallard et McGrath continue jusqu'au seizième tour, qui voit Wallard se détacher seul en tête, imposant un rythme très élevé, établissant le meilleur temps lors de son vingt-troisième passage à plus de 215 km/h de moyenne. McGrath lâche prise et perd bientôt la seconde place au profit de Green. Green prend momentanément la tête, mais Wallard reprend aussitôt l'avantage. Derrière les trois premierss, les positions changent continuellement.
Parmi les hommes de tête, Green est le premier à rentrer au stand pour changer de pneus, bientôt imité par McGrath et Wallard. Peu après le cinquantième tour, Jimmy Davies prend ainsi la tête de la course, qu'il conserve jusque son arrêt à la fin du soixante-seizième passage, laissant le commandement à Green, auteur d'une belle remontée. Ce dernier ne reste que quelques tours en tête, son moteur Offenhauser explosant de façon spectaculaire lors de la quatre-vingt unième boucle. Wallard, qui vient juste de dépasser Walt Faulkner, retrouve alors la tête de la course. Peu avant la mi-course commence la valse des ravitaillements. Il ne reste alors que dix-sept voitures en lice, près de la moitié ayant abandonné. McGrath effectue son arrêt au stand au début du centième tour, et, souffrant de crampes dans les jambes, se fait remplacer par Manny Ayulo.
Wallard a désormais un tour d'avance sur le second, Mike Nazaruk. Sauf incident, il est désormais assuré de la victoire. Faulkner est maintenant troisième, devant l'ancien vainqueur Mauri Rose. Mais les rangs s'éclaircissent encore, Faulkner devant abandonner à la fin du cent-vingt-troisième tour, vilebrequin cassé. Peu après Rose, en troisième position, victime d'une rupture de sa roue arrière droite, sort de la piste et se retourne dans l'herbe, entraînant une première neutralisation de la course; le pilote est indemne, mais cet accident va l'inciter à mettre un terme à sa carrière.
Wallard conforte encore son avance, la portant à plus de deux tours avant son ravitaillement, qui intervient peu après le cent-soixantième tour. Son stand lui demande de lever le pied, et la course s'achève sans incident notable, excepté l'arrêt imprévu de Bobby Ball, alors en troisième position, victime d'un début d'incendie. Il parviendra néanmoins à terminer la course, cinquième.
Pour sa quatrième participation, Wallard remporte les 500 miles. Il a effectué les vingt derniers tours à court de freins et avec un amortisseur cassé. Le record de l'épreuve est largement battu, avec une moyenne de plus de 200 km/h, une première. L'allure très soutenue a entraîné de nombreuses défaillances mécaniques, seuls huit pilotes ont passé la ligne d'arrivée.

### Classements intermédiaires
Classements intermédiaires des monoplaces aux premier, dixième, vingtième, quarantième, soixantième, quatre-vingtième, centième, cent-vingtième, cent-quarantième, cent-soixantième et cent-quatre-vingtième tours,.

### Classement final

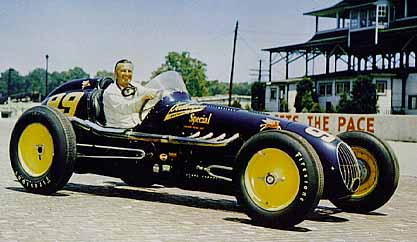
Le vainqueur Lee Wallard, sur Kurtis Kraft, juste après l'arrivée.

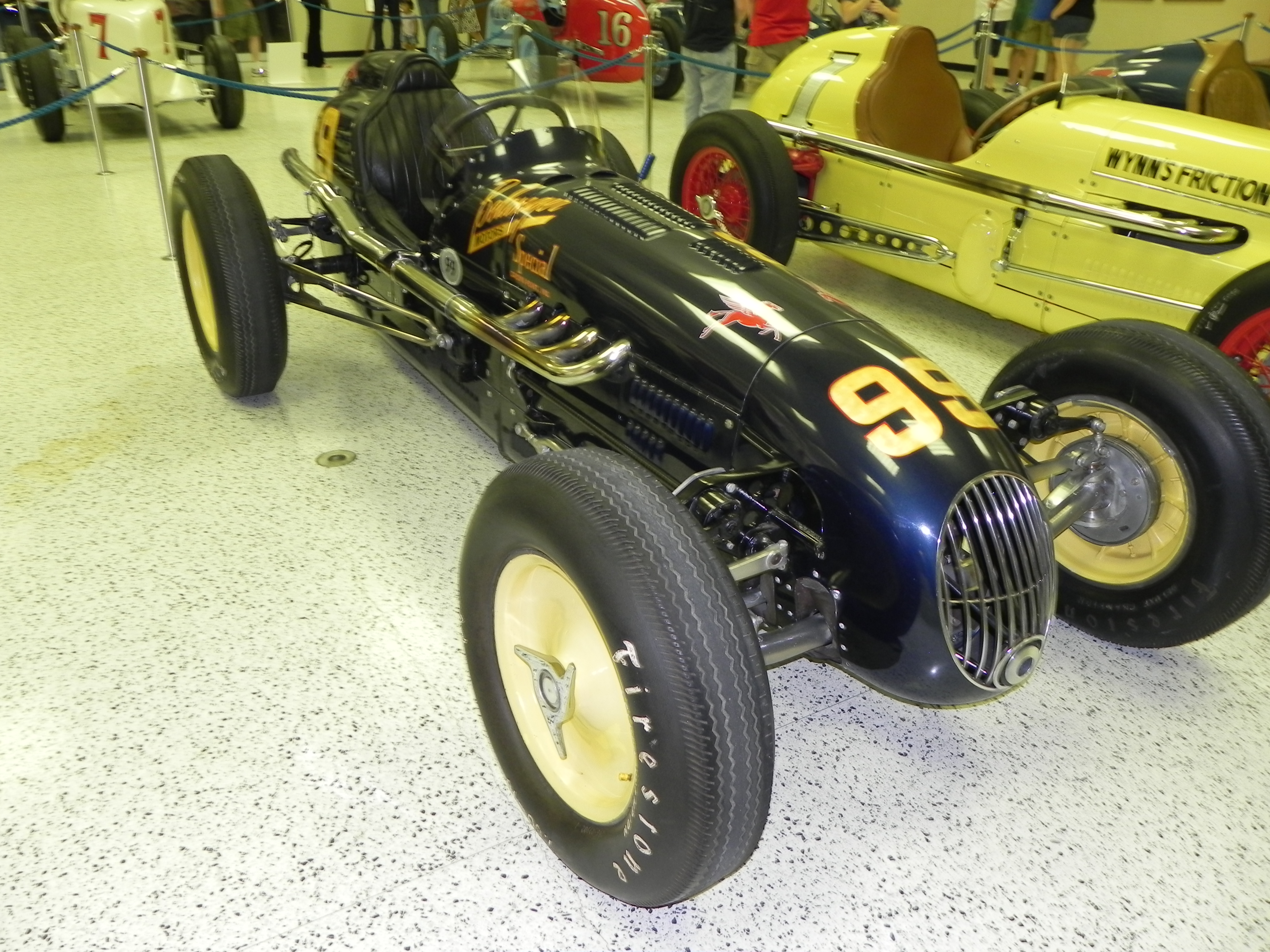
La Kurtis Kraft-Offenhauser de Lee Wallard, victorieuse de l'édition 1951 des 500 miles d'Indianapolis.

| Pos. | no | Pilote                   | Voiture                  | Tours | Temps/Abandon      | Points |
| 1    | 99 | Lee Wallard              | Kurtis Kraft-Offenhauser | 200   | 3 h 57 min 38 s 05 | 9      |
| 2    | 83 | Mike Nazaruk             | Kurtis Kraft-Offenhauser | 200   | + 1 min 47 s 24    | 6      |
| 3    | 9  | Jack McGrath Manny Ayulo | Kurtis Kraft-Offenhauser | 200   | + 2 min 51 s 39    | 2      |
| 4    | 57 | Andy Linden              | Sherman-Offenhauser      | 200   | + 4 min 40 s 12    | 3      |
| 5    | 52 | Bobby Ball               | Schroeder-Offenhauser    | 200   | + 4 min 52 s 23    | 2      |
| 6    | 1  | Henry Banks              | Moore-Offenhauser        | 200   | + 5 min 40 s 02    |        |
| 7    | 68 | Carl Forberg             | Kurtis Kraft-Offenhauser | 193   | + 7 tours          |        |
| 8    | 27 | Duane Carter             | Deidt-Offenhauser        | 180   | + 20 tours         |        |
| 9    | 5  | Tony Bettenhausen        | Deidt-Offenhauser        | 178   | Accident           |        |
| 10   | 18 | Duke Nalon               | Kurtis Kraft-Novi        | 151   | Mécanique          |        |
| 11   | 69 | Gene Force               | Kurtis Kraft-Offenhauser | 142   | Moteur             |        |
| 12   | 25 | Sam Hanks                | Kurtis Kraft-Offenhauser | 135   | Moteur             |        |
| 13   | 10 | Bill Schindler (en)      | Kurtis Kraft-Offenhauser | 129   | Moteur             |        |
| 14   | 16 | Mauri Rose               | Deidt-Offenhauser        | 126   | Accident           |        |
| 15   | 2  | Walt Faulkner            | Kuzma-Offenhauser        | 123   | Moteur             |        |
| 16   | 76 | Jimmy Davies             | Pawl-Offenhauser         | 110   | Mécanique          |        |
| 17   | 59 | Fred Agabashian          | Kurtis Kraft-Offenhauser | 109   | Embrayage          |        |
| 18   | 73 | Carl Scarborough         | Kurtis Kraft-Offenhauser | 93    | Incendie           |        |
| 19   | 71 | Bill Mackey              | Hall-Offenhauser         | 93    | Embrayage          |        |
| 20   | 8  | Chuck Stevenson          | Marchese-Offenhauser     | 93    | Incendie           |        |
| 21   | 3  | Johnnie Parsons          | Kurtis Kraft-Offenhauser | 87    | Mécanique          |        |
| 22   | 4  | Cecil Green              | Kurtis Kraft-Offenhauser | 80    | Moteur             |        |
| 23   | 98 | Troy Ruttman             | Kurtis Kraft-Offenhauser | 78    | Moteur             |        |
| 24   | 6  | Duke Dinsmore            | Schroeder-Offenhauser    | 73    | Surchauffe         |        |
| 25   | 32 | Chet Miller              | Kurtis Kraft-Novi        | 56    | Allumage           |        |
| 26   | 44 | Walt Brown               | Kurtis Kraft-Offenhauser | 55    | Mécanique          |        |
| 27   | 48 | Rodger Ward              | Bromme-Offenhauser       | 34    | Fuite d'huile      |        |
| 28   | 23 | Cliff Griffith           | Kurtis Kraft-Offenhauser | 30    | Mécanique          |        |
| 29   | 81 | Bill Vukovich            | Trevis-Offenhauser       | 29    | Fuite d'huile      |        |
| 30   | 22 | George Connor            | Lesovsky-Offenhauser     | 29    | Transmission       |        |
| 31   | 19 | Mack Hellings            | Deidt-Offenhauser        | 18    | Moteur             |        |
| 32   | 12 | Johnny McDowell          | Maserati-Offenhauser     | 15    | Fuite d'huile      |        |
| 33   | 26 | Joe James                | Watson-Offenhauser       | 8     | Transmission       |        |

### Pole position et record du tour
- Pole position :  Duke Nalon en 1 min 05 s 935 lors de la première séance de qualification (quatre tours en 4 min 23 s 74 - vitesse moyenne : 219,653 km/h).
- Meilleur temps des qualifications établi lors de la troisième séance par  Walt Faulkner en 1 min 05 s 755 (quatre tours en 4 min 23 s 02 - vitesse moyenne : 220,254 km/h).
- Meilleur tour en course :  Lee Wallard en 1 min 07 s 26 (vitesse moyenne : 215,326 km/h) au vingt-troisième tour.

### Tours en tête
- Lee Wallard : 159 tours (1-2 / 5-6 / 16-26 / 28-51 / 81-200)
- Jack McGrath : 11 tours (3-4 / 7-15)
- Cecil Green : 5 tours (27 / 77-80)
- Jimmy Davies : 25 tours (52-76)[9]

## Classement général à l'issue de la course
| Pos. | Pilote                  | Écurie       | Points | SUI | 500 | BEL | FRA | GBR | ALL | ITA | ESP |
| 1    | Juan Manuel Fangio      | Alfa Romeo   | 9      | 9*  | -   |     |     |     |     |     |     |
|      | Lee Wallard             | Kurtis Kraft | 9      | -   | 9*  |     |     |     |     |     |     |
| 3    | Piero Taruffi           | Ferrari      | 6      | 6   | -   |     |     |     |     |     |     |
|      | Mike Nazaruk            | Kurtis Kraft | 6      | -   | 6   |     |     |     |     |     |     |
| 5    | Giuseppe Farina         | Alfa Romeo   | 4      | 4   | -   |     |     |     |     |     |     |
| 6    | Consalvo Sanesi         | Alfa Romeo   | 3      | 3   | -   |     |     |     |     |     |     |
|      | Andy Linden             | Sherman      | 3      | -   | 3   |     |     |     |     |     |     |
| 8    | Jack McGrath            | Kurtis Kraft | 2      | -   | 2   |     |     |     |     |     |     |
|      | Manny Ayulo             | Kurtis Kraft | 2      | -   | 2   |     |     |     |     |     |     |
|      | Emmanuel de Graffenried | Alfa Romeo   | 2      | 2   | -   |     |     |     |     |     |     |
|      | Bobby Ball              | Schroeder    | 2      | -   | 2   |     |     |     |     |     |     |

- attribution des points : 8, 6, 4, 3, 2 respectivement aux cinq premiers de chaque épreuve et 1 point supplémentaire pour le pilote ayant accompli le meilleur tour en course (signalé par un astérisque)
- Le règlement permet aux pilotes de se relayer sur une même voiture, les points éventuellement acquis étant alors partagés. Jack McGrath et Manny Ayulo marquent chacun deux points pour leur troisième place à Indianapolis.

## À noter
- 1re victoire pour Lee Wallard dans le cadre du championnat du monde.
- 2e victoire pour Kurtis Kraft en tant que constructeur dans le cadre du championnat du monde.
- 2e victoire pour Offenhauser en tant que motoriste dans le cadre du championnat du monde.
- Jack McGrath a été relayé à mi-course par Manny Ayulo. Dans le cadre du championnat du monde, les deux hommes se partagent les 4 points de la troisième place.
- Pour la première fois, la vitesse moyenne du vainqueur est supérieure à 200 km/h

## Sources
- (en) Résultats complets sur le site officiel de l'Indy 500